# Cryptazeca subcylindrica
Cryptazeca subcylindrica es una especie de molusco gasterópodo de la familia Cochlicopidae en el orden de los Stylommatophora.

## Distribución geográfica
Es  endémica de Francia.